# Îlot Castor
Die Îlot Castor (französisch) ist neben der Îlot Pollux eine von zwei kleinen Felseninseln südöstlich der Île du Lion vor der Küste des ostantarktischen Adélielands. Im Géologie-Archipel liegt sie in der Baie des Gémeaux.
Französische Wissenschaftler benannten beide Inseln 1977 nach Kastor und Pollux aus der griechischen Mythologie.